# Abdelmajid Tebboune
Abdelmadjid Tebboune (Algerijns-Arabisch: عبد المجيد تبون, geromaniseerd: ʿAbd al-Majīd Tabbūn; Mecheria, 17 november 1945) is een Algerijns politicus en sinds december 2019 de president van Algerije en de minister van Buitenlandse Zaken.
Tebboune werd op 17 november 1945 geboren in de stad Mecheria. Hij studeerde aan de "École nationale d'administration (ENA)". Van 1975 tot 1977 was hij de secretaris-generaal van de provincie Djelfa en tussen 1977 en 1979 was hij de secretaris-generaal van de provincie Adrar. Vanaf 1979 werd hij algemeen secretaris van de provincie M'Sila. Op 30 januari 1983 verving hij Abdelkrim Bouderghouma als gouverneur (Wālī) van de provincie Adrar en bekleedde deze functie totdat hij op 13 mei 1984 werd vervangen door Abdelmalek Sellal. Vervolgens werd Tebboune de gouverneur van de provincie Tiaret, die hij bekleedde tot zijn vervanging door Rabah Boubertakh op 26 juli 1989. Tebboune was tussen 26 juli 1989 tot 21 augustus 1991 de gouverneur van de provincie Tizi Ouzou. Van juni 1991 tot februari 1992 was hij ook vice-minister van Lokale Gemeenschappen in de regering van premier Sid Ahmed Ghozali.
Op 23 december 1999 werd Tebboune, als lid van het Front de libération nationale, de minister van Cultuur en Communicatie in de regering van premier Ahmed Benbitour. Hij bekleedde deze functie tot 26 juni 2000. Daarnaast was hij ook minister van Volkshuisvesting en Stedenbouw van 2001 tot 2002 voor een jaar. Van 3 september 2012 tot 25 mei 2017 werd hij opnieuw de minister van Volkshuisvesting en Stedenbouw in de eerste, tweede, derde en vierde regering van premier Abdelmalek Sellal. In de vierde regering van Sellal, tussen 19 januari en 25 mei 2017, trad hij ook op als waarnemend minister van Handel.
Hij nam op 25 mei 2017 de leiding van het kabinet over en was van mei 2017 tot augustus 2017 was hij premier van Algerije. Op 12 december 2019 werd Tebboune benoemd tot opvvolger van Bouteflika na de Algerijnse presidentsverkiezingen. Hij behaalde 58% van de stemmen. Op 19 december trad hij in functie en ontving de Nationale Orde van Verdienste van de waarnemend president Abdelkader Bensalah.
Tebboune zette het anti-westerse beleid van zijn voorgangers voort en keerde zich vooral tegen het buurland Marokko. Op 7 september 2024  werd hij herkozen met 95% van de stemmen, waarbij de oppositie sprak van fraude en druk op de stembureaus om de uitslagen aan te passen.
- Gemeinsame Normdatei: 1201584620
- Virtual International Authority File: 2694157643231638590000